# Tucker Max
Pour les articles homonymes, voir Max.
Œuvres principales
I Hope They Serve Beer in Hell
Assholes Finish First
Hilarity Ensues
Sloppy Seconds: The Tucker Max Leftovers
Tucker Max est un blogueur, écrivain et producteur américain né le 27 septembre 1975.

## Biographie
Tucker Max naît le 27 septembre 1975 à Atlanta, en Géorgie mais grandit à Lexington, dans le Kentucky. En 2000, alors étudiant à la Duke Law School (en) (dont il est diplômé en 2001), il lance son site web, www.TuckerMax.com, à la suite d'un pari. Il y décrit son quotidien fait de beuveries et d'aventures sexuelles sous la forme de nouvelles et son site a reçu plusieurs millions de visiteurs,,.
En 2001, il publie le livre The Definitive Book of Pick-Up Lines, puis Belligerence and Debauchery: The Tucker Max Stories en 2003. En 2006, il publie I Hope They Serve Beer in Hell qui devient un best-seller, apparaissant notamment dans la New York Times Best Seller list chaque année entre 2006 et 2011,,,,,,. Plus d'un million d'exemplaires ont été vendues dans le monde, dont 400 000 pour la seule année 2009,. Le livre est par la suite adapté en film sous le titre Tucker Max : Histoires d'un serial fucker (I Hope They Serve Beer in Hell) ; Tucker Max en est un des scénaristes et producteurs. Le film reçoit des critiques plutôt négatives et plusieurs critiques le considèrent même comme un des pires films de l'année,,.
En 2009, il fait partie des finalistes sélectionnés par les internautes du Time 100 mais n'apparaît pas dans la liste du magazine,.
Il publie ensuite Assholes Finish First (2010), Hilarity Ensues et Sloppy Seconds: The Tucker Max Leftovers (2012).

## Fratire
Max est considéré, avec Maddox, comme le fondateur du genre littéraire fratire. Le terme a été créé par le journaliste du The New York Times Warren St. John en 2006 en référence aux fraternités nord-américaines. Ce genre se caractérise par les thèmes masculins qu'il aborde et peut être considéré comme l'équivalent masculin de la chick lit,. Néanmoins, Max n'apprécie pas le terme, n'ayant, à l'instar de Maddox, jamais fait partie d'une fraternité.

## Œuvre

### Livres
- The Definitive Book of Pick-Up Lines (2001)
- Belligerence and Debauchery: The Tucker Max Stories (2003)
- I Hope They Serve Beer in Hell (2006)
- Assholes Finish First (2010)
- Hilarity Ensues (2012)
- Sloppy Seconds: The Tucker Max Leftovers (2012)

### Film
- Tucker Max : Histoires d'un serial fucker (2009) - co-scénariste et producteur